# Reiter

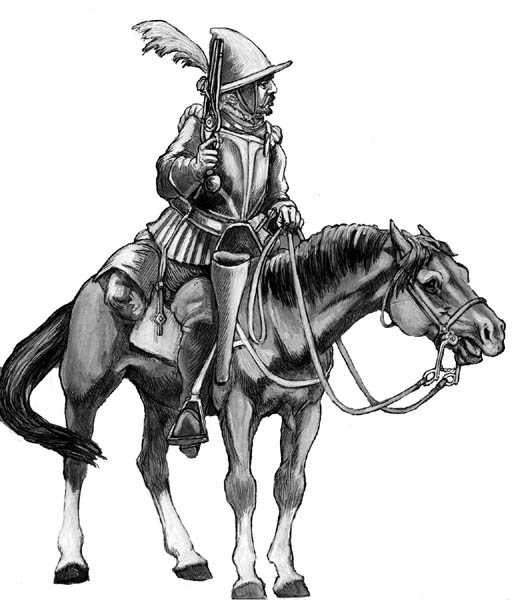
Reiter alemán, circa 1577

Los Reiter (en alemán literalmente 'jinete') (reitre por deformación en español) o Schwarze Reiter ("jinetes negros") fueron un cuerpo de caballería pesada de origen germánico que apareció en los años 1540. Los reiter aparecieron entre los siglos XVI y XVII en Europa Central, incluyendo el Sacro Imperio Romano Germánico, la Mancomunidad de Polonia-Lituania, el Zarato ruso, y otras naciones.
Contemporáneos con las caballerías de Coraceros y Lanceros, empleaban caballos más pequeños, razón por la cual eran también llamados Ringerpferde (lit. "caballos de lucha," término correspondiente al de los argoulets franceses). Originalmente se les reclutó en la llanura del norte de Alemania, al occidente del río Óder en la época de la Guerra de Esmalcalda entre 1546 y 1547.
Este tipo de caballería surgió tras la invención de la pistola de rueda que permitía disparar desde la silla, lo que posibilitaba el abandono de la lanza. Los Reiter llevaron las armas de fuego al estatus de armas principales para la caballería, en contraste con la caballería pesada más antigua en Europa occidental, que utilizaba fundamentalmente armas de melé como lanzas y sables. Los reiter iban armados al menos con un par de pistolas, una espada y una daga. Llevaban en general armaduras negras, y sus caballos no llevaban bardas para facilitar el movimiento. La mayoría usaba cascos y corazas, y con frecuencia armadura adicional para brazos y piernas. En ocasiones cargaban también las largas armas de fuego de caballería conocidas como arcabuz o carabina (aunque este tipo de jinetes pronto empezaron a ser considerados una clase diferente de caballería, los arcabuceros). 

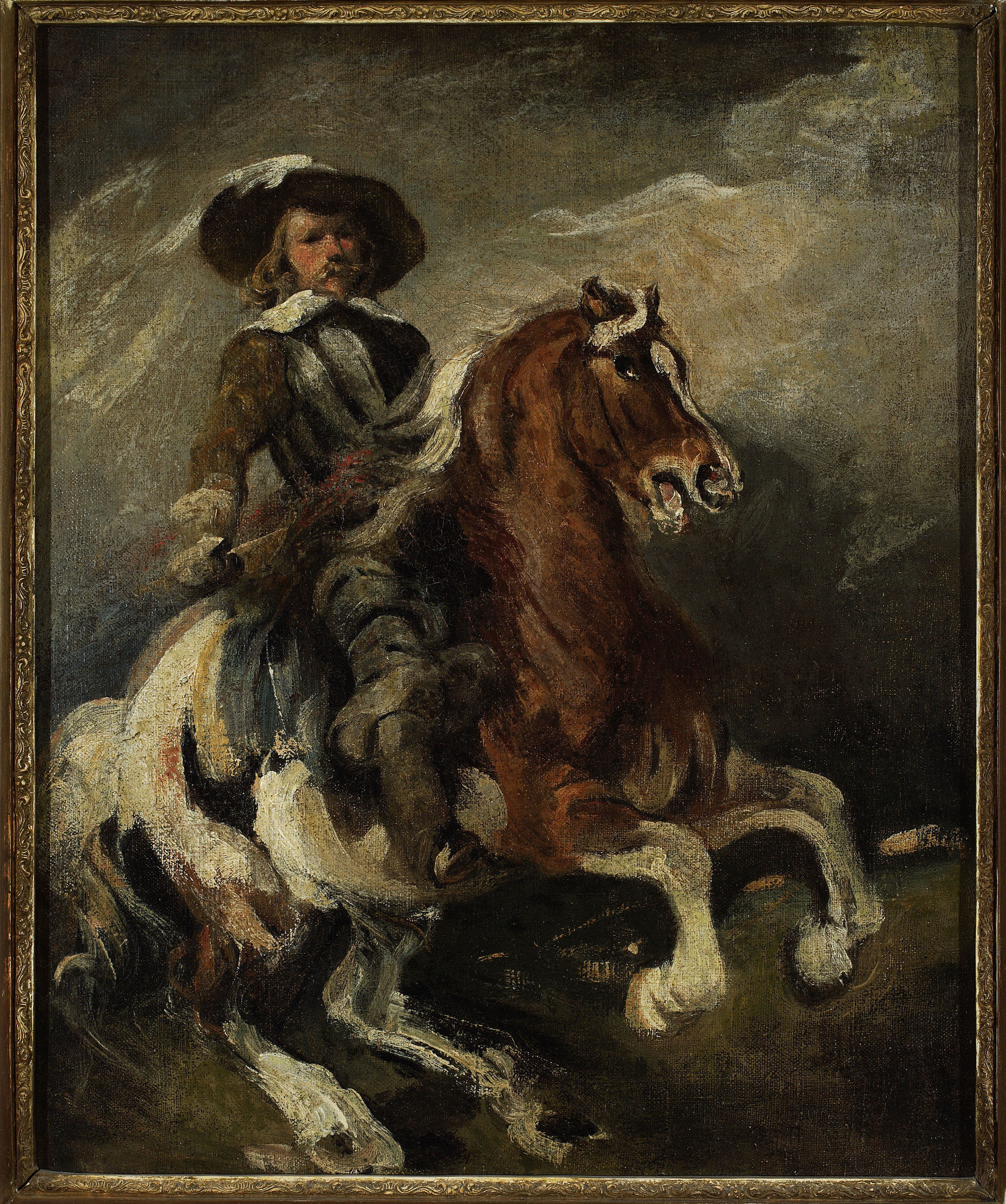
Reiter (1800) de Piotr Michałowski

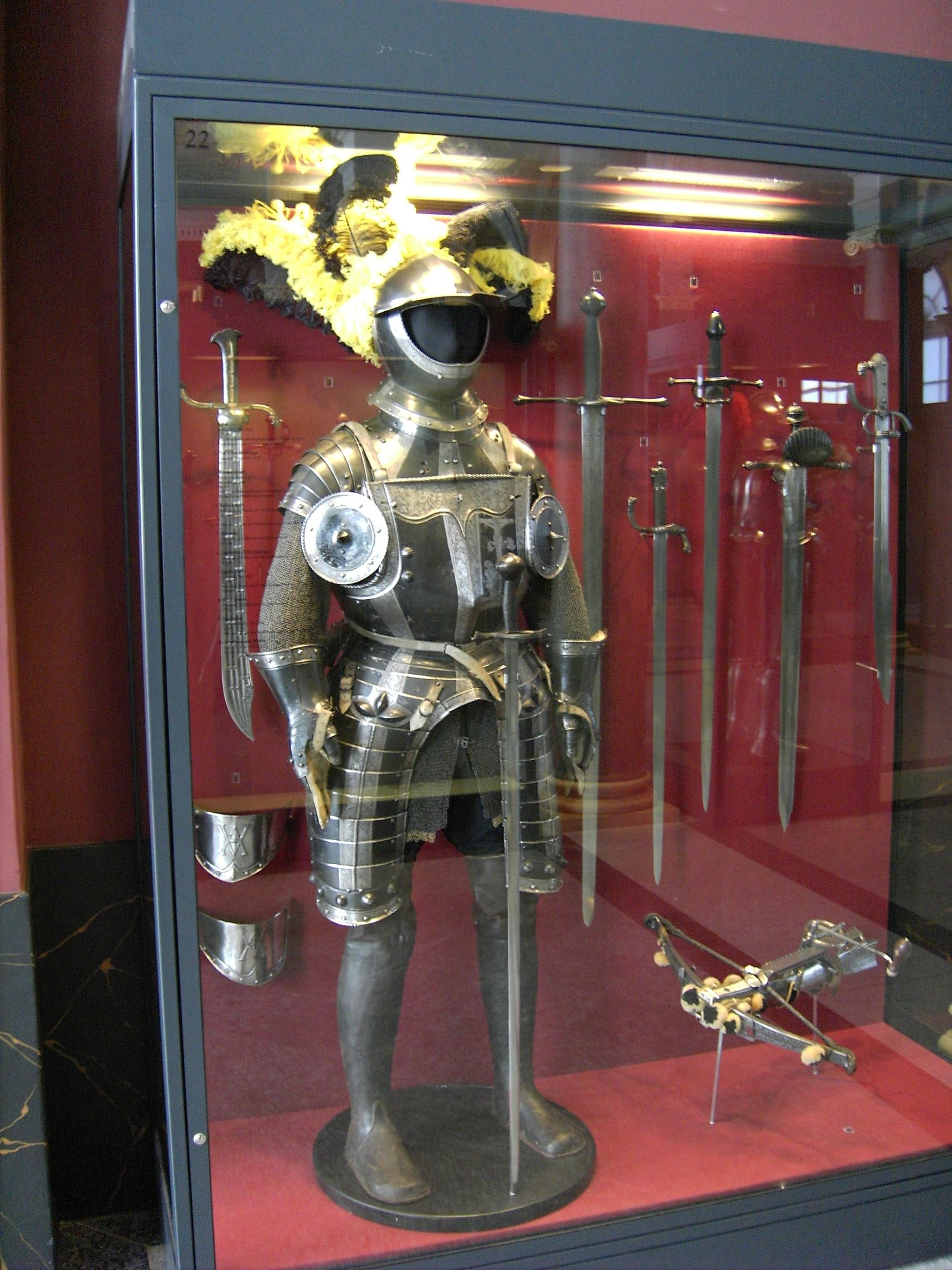
Armadura típica negra y blanca usada por los Schwarze Reiter en el siglo XVI

## Historia
Las primeras unidades de Reiter se originaron en Sajonia a comienzos del siglo XVI. Con toda probabilidad, se trató de una evolución alemana de los llamados carabineros, jinetes mercenarios españoles armados con pistolas de llave de rueda y arcabuces, activos en esos mismos años en el Reino de Francia y el Reino de Inglaterra. A lo largo de su historia, las filas de los Reiter siempre mantuvieron una fuerte connotación nacionalista: los Schwarze Reiter difícilmente reclutaban jinetes que no fueran alemanes. Sin embargo, los Reiter, al igual que las compagnie de ventura del siglo XIV y del Renacimiento, sirvieron a menudo fuera de las fronteras del Sacro Imperio Romano Germánico: los encontramos al servicio del Reino de Francia, del Reino de Suecia, de la Mancomunidad de Polonia-Lituana (rajtaria en polaco) e incluso del Gran Ducado de Moscovia (después de 1630).
Empleados por los ejércitos de los Habsburgo y de los Valois durante las Guerras Italianas, los reiter son mencionados en las fuentes bajo la transcripción italiana de "raitri" en los intercambios entre las cancillerías de los Estados Pontificios y la República de Venecia a partir de la segunda mitad del siglo XVI. El protonotario apostólico Francesco Brabante, embajador del Papa Pío V en Francia entre 1570 y 1571, reportó al Pontífice que Carlos IX había pacificado la guerra entre católicos y protestantes al "quitarles el dinero de las manos a los hugonotes prestándolo para pagarle a los reiters que había conseguido, y a quienes quería ver desaparecer de su vista." Unos veinte años más tarde (1595), el embajador veneciano Pietro Duodo (1554-1610) informó a la Serenísima que "los reiters habían reclamado todo el día porque no estaban satisfechos con las respuestas dadas a sus reivindicaciones" por Enrique IV.
Los Reiters estaban formados en su mayoría por alemanes y servían en los ejércitos de los estados alemanes, en Suecia con el nombre de "ryttare", en Polonia con el de "rajtaria", y en otros lugares. Regimientos Reiter (en ruso: рейтары, reitari) también operaron en los ejércitos rusos entre la década de 1630 y principios del siglo XVIII (véase Regimientos del nuevo orden). En Francia, los reiters habían sido atraídos por la perspectiva de beneficios que ofrecían las Guerras de Religión para todos los mercenarios de Europa. Los reiters sirvieron tanto a los líderes católicos como a los protestantes: Gracias a ellos, en 1587 Enrique I, duque de Guisa, derrotó a los reiters protestantes de modo decisivo en dos batallas: el 26 de octubre en Vimory y el 24 de noviembre en Auneau. Enrique IV hizo lo mismo.
A finales del siglo XVII, los reiters se fusionaron gradualmente con regimientos de caballería genéricos y dejaron de ser considerados una clase distinta de jinetes.

## Tácticas
En general, los comandantes esperaban que los reiters fueran capaces de enfrentarse a sus oponentes tanto con armas de fuego como con espadas. En el siglo XVI y hasta aproximadamente el año 1620, los reiters solían ir formados en bloques profundos y usaban sus armas de fuego en un ataque en caracolas con el objeto de causar desorden entre la infantería enemiga antes de cargar contra ella y enfrentarse en combate cuerpo a cuerpo. Sin embargo, comandantes con iniciativa como Enrique IV (fallecido en 1610) o Gustavo Adolfo (fallecido en 1632) prefirían emplear a sus Reiters y demás caballería pesada de manera más agresiva, ordenándoles que presionaran la carga y dispararan sus pistolas a bocajarro (especialmente contra enemigos bien acorazados) o que en cambio utilizaran sus espadas. Utilizando cualquiera de estas tácticas, o ambas, los Reiters podían ser increíblemente eficaces cuando se empleaban correctamente. Un caso particular es la batalla de Turnhout en 1597, en la que una fuerza de reiters holandeses comandados por Mauricio de Nassau derrotó a la caballería española y luego se enfrentó de manera exitosa con la infantería española con una combinación de salvas de pistolas y cargas de espada en mano.